# 126
126 (CXXVI) var ett normalår som började en måndag i den julianska kalendern.

## Händelser

### Okänt datum
- Sedan Sixtus I har avlidit väljs Telesphorus till påve (detta år, 125 eller 128).
- Detta är det första året i den östkinesiska Handynastins Yongjian-era.

## Födda
- 1 augusti – Publius Helvius Pertinax, romersk kejsare 1 januari–28 mars 193

## Avlidna
- Domitia Longina, romersk kejsarinna.
- Sixtus I, påve sedan 115, 116, 117 eller 119 (död detta år, 125 eller 128)
- Yan Ji, kinesisk kejsarinna.